# 철도 의인화
철도 의인화(鉄道擬人化)는 철도 열차, 철도가 지나가는 노선, 철도 차량 자체를 살아 있는 사물 및 인간으로 의인화해서 표현하는 것이다.

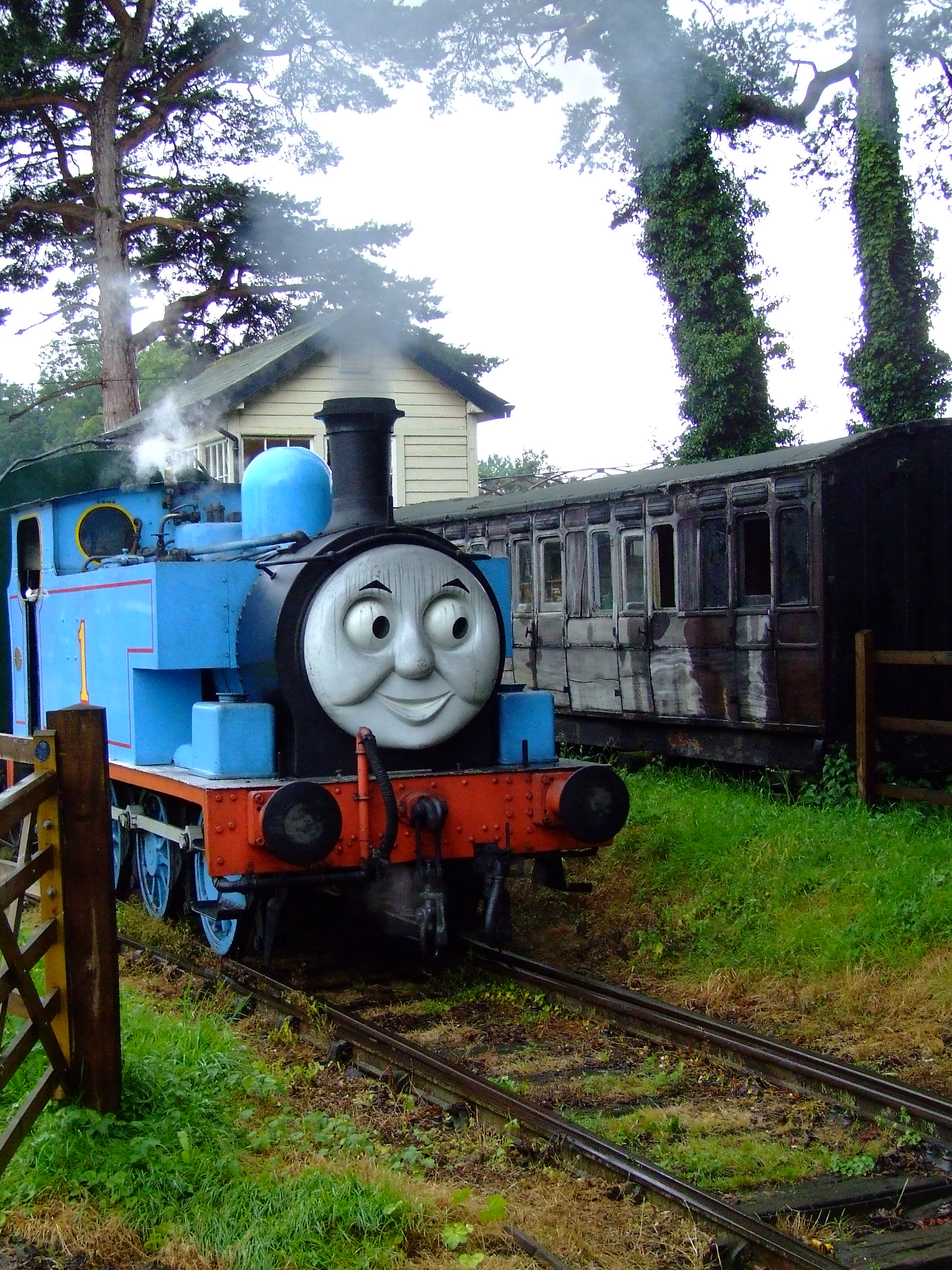
철도 차량을 의인화한 캐릭터 《토마스와 친구들》

## 대중 매체
철도 차량은 주로 그림책, 동화 등의 어린이를 위한 작품에서 의인화되었다. 이러한 작품의 예로 영국의 작가 윌버트 오드리가 연재한 소설 시리즈 《철도 시리즈》와 일본에서는 아가와 히로유키가 글을 쓰고, 오카베 후유히코가 삽화를 담당했던 동화 《기관차 야에몬》이 존재한다.
2015년에 작품 안에 등장하는 철도 차량이 인간처럼 말을 구사할 수 있으며 사지가 있는 로봇으로 변신할 수 있는 애니메이션 《로봇트레인》이 방영되었고, 관련 상품도 여럿 판매되었다.
철도 노선을 인간으로 의인화한 작품은 2009년에 연재되었던 일본의 만화 《青春鉄道》가 있다. 이 만화는 2021년에 《青春-AOHARU-鉄道》라는 제목으로 뮤지컬로 상영되기도 했다.

## 같이 보기
- 의인화